# بيلي توماس (ممثل)
بيلي توماس (بالإنجليزية: Billie Thomas)‏ هو ممثل أمريكي، ولد في 12 مارس 1931 في لوس أنجلوس في الولايات المتحدة، وتوفي بنفس المكان في 10 أكتوبر 1980 بسبب نوبة قلبية.

## وصلات خارجية
- بيلي توماس على موقع IMDb (الإنجليزية)
- بيلي توماس على موقع تيرنر كلاسيك موفيز (الإنجليزية)
- بيلي توماس على موقع أول موفي (الإنجليزية)
- بيلي توماس على موقع إن إن دي بي (الإنجليزية)
- بيلي توماس على موقع قاعدة بيانات الفيلم (الإنجليزية)